# كينارد
كينارد (بالإنجليزية: Kennard, Texas)‏ هي مدينة تقع بولاية تكساس في شمال شرق الولايات المتحدة. تبلغ مساحة هذه المدينة 3.3 (كم²)، وترتفع عن سطح البحر 110 م، بلغ عدد سكانها 317 نسمة في عام 2000 حسب إحصاء مكتب تعداد الولايات المتحدة وتصل الكثافة السكانية فيها 96.7 نسمة/كم2.

## التركيبة السكانية
حدّد مكتب تعداد الولايات المتحدة بيانات التركيبة السكانية لكينارد في تعداد الولايات المتحدة. في ما يلي، التركيبة السكانية حسب تعدادي 2000 و2010.

### تعداد عام 2000
بلغ عدد سكان كينارد 317 نسمة بحسب تعداد عام 2000، وبلغ عدد الأسر 123 أسرة وعدد العائلات 83 عائلة مقيمة في المدينة. في حين سجلت الكثافة السكانية 94.3 نسمة لكل كيلومتر مربع (244.2/ميل2). وبلغ عدد الوحدات السكنية 159 وحدة بمتوسط كثافة قدره 47.3 لكل كيلومتر مربع (122.5/ميل2).
وتوزع التركيب العرقي للمدينة بنسبة 74.45% من البيض و21.77% من الأمريكيين الأفارقة و0.95% من الأمريكيين ذوي الأصول الآسيوية و1.58% من الأعراق الأخرى و1.26% من عرقين مختلطين أو أكثر و2.84% من الهسبانيون أو اللاتينيون من أي عرق.
بلغ عدد الأسر 123 أسرة كانت نسبة 35.8% منها لديها أطفال تحت سن الثامنة عشر تعيش معهم، وبلغت نسبة الأزواج القاطنين مع بعضهم البعض 48% من أصل المجموع الكلي للأسر، ونسبة 13% من الأسر كان لديها معيلات من الإناث دون وجود شريك،  بينما كانت نسبة 6.5% من الأسر لديها معيلون من الذكور دون وجود شريكة وكانت نسبة 32.5% من غير العائلات. تألفت نسبة 30.1% من أصل جميع الأسر من عدة أفراد يعيشون في نفس المنزل ونسبة 13.8% كانت تتألف من شخص يعيش بمفرده يبلغ من العمر 65 عاماً أو أكثر. وبلغ متوسط حجم الأسرة المعيشية 2.58، أما متوسط حجم العائلات فبلغ 3.17.
بلغ العمر الوسطي للسكان 32.6 عاماً. وكانت نسبة 28.4% من القاطنين تحت سن الثامنة عشر، وكانت نسبة 12% بين الثامنة عشر والرابعة والعشرين عاماً، ونسبة 25.2% كانت واقعةً في الفئة العمرية ما بين الخامسة والعشرين والرابعة والأربعين عاماً، ونسبة 22.7% كانت ما بين الخامسة والأربعين والرابعة والستين، ونسبة 11.7% كانت ضمن فئة الخامسة والستين عاماً فما فوق. يوجد لكل 100 أنثى 93.3 ذكر، ويوجد لكل 100 أنثى في الثامنة عشر من عمرها فما فوق 94.0 ذكر.
بلغ متوسط دخل الأسرة في المدينة 28,125 دولارًا، أما متوسط دخل العائلة فبلغ 37,917 دولارًا. وكان متوسط دخل الذكور 24,722 دولارًا مقابل 25,625 دولارًا للإناث. وسجل دخل الفرد الخاص بالمدينة 19,354 دولارًا. وكانت نسبة 16.4% من العائلات ونسبة 24.3% من السكان تحت خط الفقر، وكان من هؤلاء نسبة 39.7% تحت سن الثامنة عشر ونسبة 23.7% في الخامسة والستين من العمر وما فوق.

### تعداد عام 2010
بلغ عدد سكان كينارد 337 نسمة بحسب تعداد عام 2010، وبلغ عدد الأسر 139 أسرة وعدد العائلات 95 عائلة مقيمة في المدينة. في حين سجلت الكثافة السكانية 100.3 نسمة لكل كيلومتر مربع (259.8/ميل2). وبلغ عدد الوحدات السكنية 178 وحدة بمتوسط كثافة قدره 53 لكل كيلومتر مربع (137.3/ميل2).
وتوزع التركيب العرقي للمدينة بنسبة 72.70% من البيض و24.93% من الأمريكيين الأفارقة و0.59% من الأمريكيين الأصليين و1.78% من عرقين مختلطين أو أكثر و5.93% من الهسبانيون أو اللاتينيون من أي عرق.
بلغ عدد الأسر 139 أسرة كانت نسبة 32.4% منها لديها أطفال تحت سن الثامنة عشر تعيش معهم، وبلغت نسبة الأزواج القاطنين مع بعضهم البعض 46.8% من أصل المجموع الكلي للأسر، ونسبة 15.8% من الأسر كان لديها معيلات من الإناث دون وجود شريك،  بينما كانت نسبة 5.8% من الأسر لديها معيلون من الذكور دون وجود شريكة وكانت نسبة 31.7% من غير العائلات. تألفت نسبة 29.5% من أصل جميع الأسر من عدة أفراد يعيشون في نفس المنزل ونسبة 12.2% كانت تتألف من شخص يعيش بمفرده يبلغ من العمر 65 عاماً أو أكثر. وبلغ متوسط حجم الأسرة المعيشية 2.42، أما متوسط حجم العائلات فبلغ 2.97.
بلغ العمر الوسطي للسكان 39.5 عاماً. وكانت نسبة 26.1% من القاطنين تحت سن الثامنة عشر، وكانت نسبة 6.8% بين الثامنة عشر والرابعة والعشرين عاماً، ونسبة 26.4% كانت واقعةً في الفئة العمرية ما بين الخامسة والعشرين والرابعة والأربعين عاماً، ونسبة 24.9% كانت ما بين الخامسة والأربعين والرابعة والستين، ونسبة 15.7% كانت ضمن فئة الخامسة والستين عاماً فما فوق. وتوزع التركيب الجنسي للسكان بنسبة 49% ذكور و51% إناث.

## وصلات خارجية
- The US50 - Cities and Towns in Texas State